# IBM Power Systems
Power Systems es una familia de servidores de IBM que se basan en sus microprocesadores Power. Fue creado en 2008 como una fusión de las líneas de productos System p y System i.

## Historia
IBM tenía dos líneas distintas de hardware basadas en POWER y PowerPC desde principios de la década de 1990:
- Servidores con procesadores basados en la arquitectura IBM PowerPC-AS en la familia AS/400 (más tarde conocido como iSeries, luego System i) con OS/400 (más tarde conocido como i5/OS, y ahora IBM i)
- Servidores y estaciones de trabajo con procesadores POWER y PowerPC de la familia RS/6000 (más tarde conocida como pSeries, luego System p), que ejecutan IBM AIX y PowerLinux.

Después de la introducción del procesador POWER4 en 2001, había poca diferencia entre el hardware «p» y el «i»; las únicas diferencias estaban en las ofertas de software y servicios. Con la introducción del procesador POWER5 en 2004, incluso se sincronizó la numeración de productos. El System i5 570 era virtualmente idéntico al System p5 570.

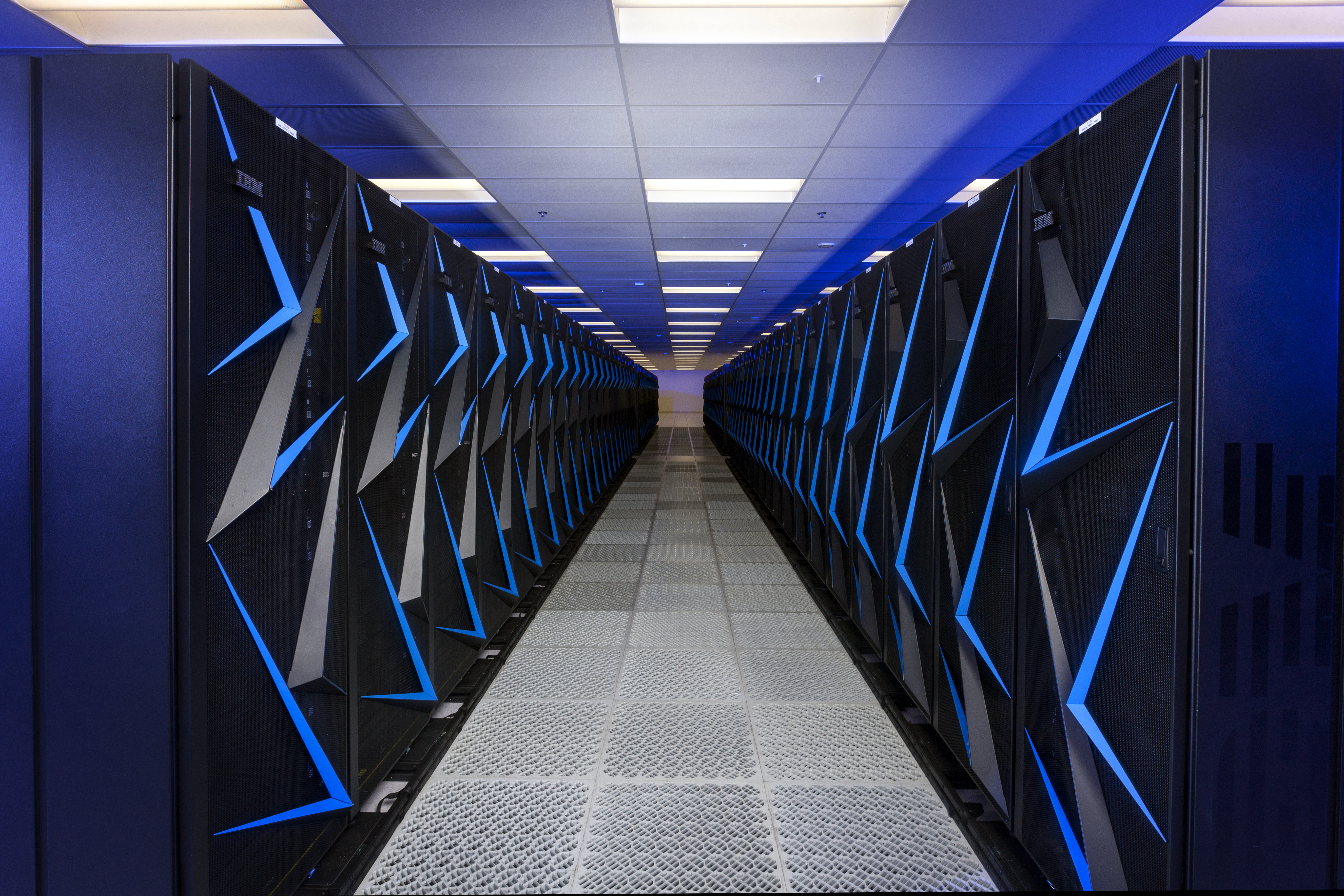
Supercomputadora Sierra, basada en nodos de Power System

En abril de 2008, IBM fusionó oficialmente las dos líneas de servidores y estaciones de trabajo bajo el mismo nombre, Power, y posteriormente Power Systems, con hardware idéntico y una selección de sistemas operativos, software y contratos de servicio, basado anteriormente en una arquitectura POWER6. La línea PowerPC se suspendió.
Con la versión 8 de Red Hat Enterprise Linux, IBM completó la transición de los servidores POWER8 y POWER9 a modo little-endian para Linux. AIX e IBM i continúa ejecutándose en modo big-endian.

## Systems
Modelos del IBM Power Systems:
- 2008/2009
  - BladeCenter JS12 Express
  - BladeCenter JS22 Express
  - BladeCenter JS23 Express
  - BladeCenter JS43 Express
  - Power 520 Express
  - Power 550 Express
  - Power 560 Express
  - Power 570
  - Power 575
  - Power 595
- 2010
  - BladeCenter PS700 Express
  - BladeCenter PS701 Express
  - BladeCenter PS702 Express
  - Power 710 Express
  - Power 720 Express (8202-E4B, 8202-E4C) (CPU POWER7 de 4, 6 u 8 núcleos)[7][8]
  - Power 730 Express
  - Power 740 Express (8205-E6B, 8205-E6C) (CPU POWER7 de 1~2 6 o 8 núcleos)[7][8]
  - Power 750 Express (8233-E8B) (CPU POWER7 de 1~4 8 núcleos)[9]
  - Power 755 (8236-E8C) (CPU POWER7 de 4 8 núcleos) –  para computación de alto rendimiento (HPC)[9]
  - Power 770
  - Power 780
  - Power 795
- 2011
  - Power 775 –  también conocido como PERCS
- 2012
  - Flex System p260
  - Flex System p460
  - Flex System p24L (solo Linux)
- 2013
  - Power 720 Express (8202-E4D) (CPU POWER7+ de 4, 6 u 8 núcleos)[10]
  - Power 740 Express (8205-E6D) (CPU POWER7+ de 1~2 6 u 8 núcleos)[10]
  - Power 750 Express (8408-E8D) (CPU POWER7DCM de 1~4 8 núcleos)[11]
  - Power 760 (9109-RMD) (CPU POWER7 DCM de 1~4 12 núcleos)[11]

- 2014
  - Power Systems S821LC y S821LC
  - Power Systems S822 y S822L
  - Power Systems S814
  - Power Systems S824 y S824L
  - Power Systems E870
  - Power Systems E880
- 2015
  - Power Systems E850
  - Power Systems S812L y S812LC
  - Power Systems S822LC
- 2017
  - Power Systems AC922
  - Power Systems L922
  - Power Systems S914
  - Power Systems S922
  - Power Systems S924
  - Power Systems H922
  - Power Systems H924
  - Power Systems E950
  - Power Systems E980

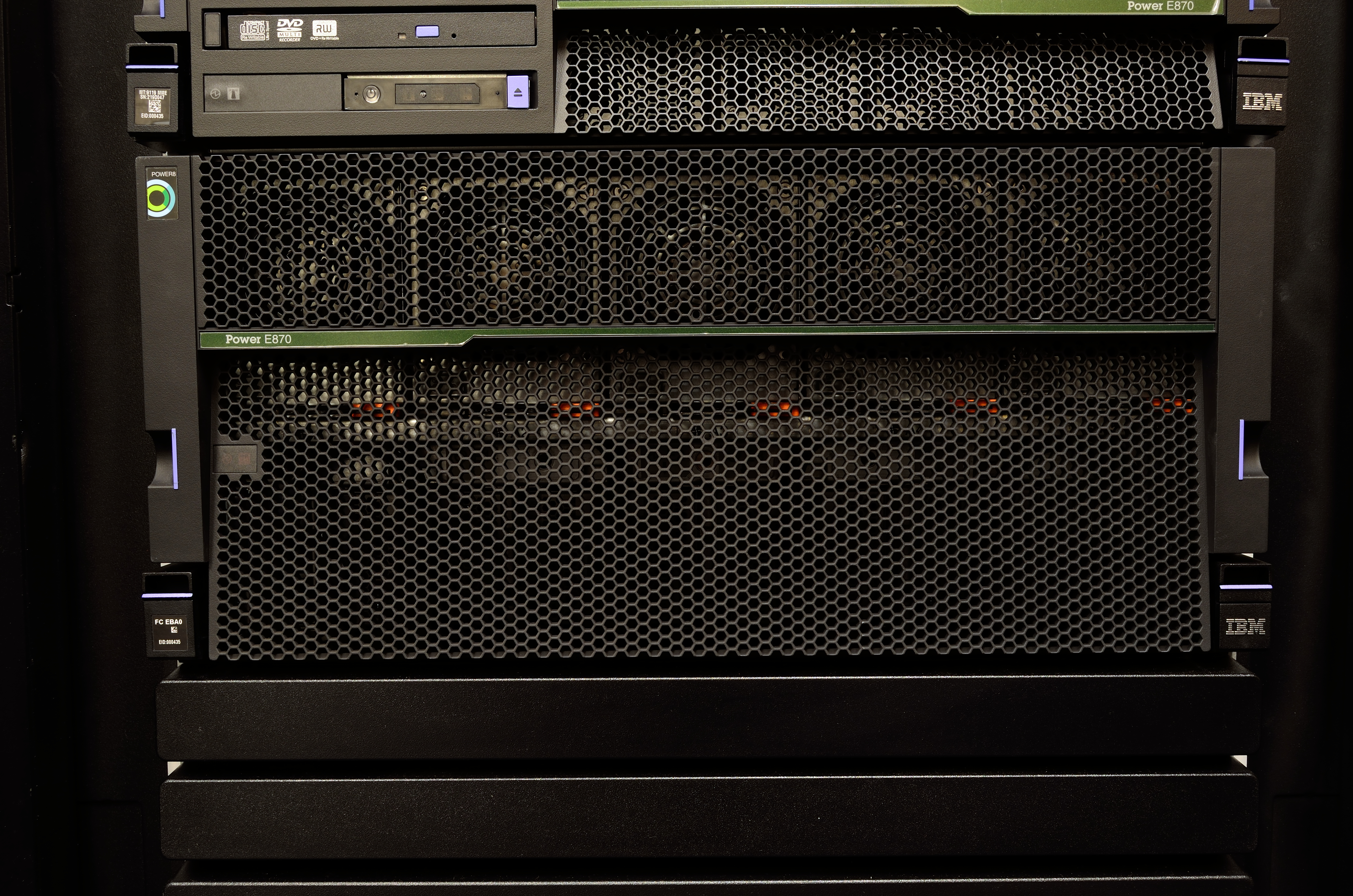
Los IBM Power Systems E870 basados en POWER8 pueden ser configurados con hasta 80 núcleos de procesador y 8 TB de memoria.

IBM PowerVM proporciona la solución de virtualización para servidores Power Systems.